# Den heliga natten (målning av Correggio)
Den heliga natten är en målning från 1527–1530 av den italienske målaren Correggio. Den föreställer herdarnas tillbedjan.
Målningen beställdes 1522 av Alberto Pratoneri. Den uppfördes i slutet av 1520-talet i Pratoneris familjekapell i kyrkan San Prospero i Reggio nell'Emilia.
Den finns idag på Gemäldegalerie Alte Meister i Dresden.